# 水田信二
水田 信二（みずた しんじ、1980年（昭和55年）4月15日 - ）は、日本のお笑いタレント、漫才師。愛媛県伊予市出身。吉本興業所属。元お笑いコンビ『和牛』のボケ担当。元相方は川西賢志郎。立ち位置は左。調理師免許保持。

## 人物
身長168cm、体重78kg。血液型はO型。愛媛県立伊予高等学校卒業、神戸国際調理師専門学校卒業。
調理師免許取得後、大阪の和食店・神戸の有名洋食店で計7年間修行した経験を持つ元料理人で、創作料理も作れる腕前から料理芸人としても活動。中学高校はサッカー部に所属。趣味は料理、サッカー、フットサル、家電量販店巡り、漫画鑑賞、音楽鑑賞、ドラマ鑑賞、食べ歩きと多彩。2018年8月 愛媛県伊予観光大使（いよかん大使）に就任。

## エピソード
- 父、母、姉、兄の5人家族[2]。父親は愛媛県伊予市の市議会議員を8期務めた水田恒二（社会民主党）[3][4]。母親は宇和島市出身。
- 伊予市立北山崎小学校、伊予市立港南中学校出身。
- 高校時代はサッカー部に所属していた。
- お笑い芸人になりたいと意識したのは中学2年生の時[5][6]。
- 自宅に他人を招き入れる際に足の裏を拭いて入って欲しいと要請したり、自分の鞄は絶対床に置かないなど、かなり潔癖症[7]。
- 人見知り[5]。
- カイコのサナギを食すコーナーで、ドイツの岩塩やオリーブオイルを用いて味付けを行い、トマトとルッコラ、仕上げにパルミジャーノ・レッジャーノをふりかけて味を変えて食べ切り優勝した[8]。
- 芸人初ロケは、「水田スパロウ」として、指定された魚を自力で釣り上げその場で調理する企画の「Catch & cook 自力海鮮丼ブログ旅」（『ロケみつ』）コーナーで、その間に31種類の海鮮丼レシピを考案している。
- 女性和牛ファンのことを「仔牛ちゃん」と呼んでいる。
- X JAPANのRusty Nailのサビを原曲キーで歌いながら大根のかつらむきをするという芸を持つ。
- 林（ギャロップ）のフットサルチーム「FC林」でフットサルをしている（副キャプテン）[9]。
- 解散を繰り返し、10人目の相方が川西だった[4]。
- 「音楽鑑賞」が趣味であることから、単独ライブに流す曲はすべて水田が決めている。単独ライブで曲を使われたことを知った「め組」菅原達也の依頼によりミュージックビデオ出演を果たした[10]。
- 芸人になったことは親に秘密にしていたが、偶然テレビに出演している水田を親が目撃したことで芸人であったことが発覚した[11]。
- 10年目単独ライブのチケットが早くに完売となったが、一部がチケットキャンプで高額取引されていることを知った水田は、チケットが取れないファンのため、転売屋へ自ら連絡を取るなどの行動を起こす。この模様は一部始終Twitterで可視化されていたため、ファン以外へも飛び火しチケット転売問題として話題となった[12]。また、ただ呼びかけるだけではなく、チケットよしもと初となる転売対策をしたチケット販売を自らの公演で実現させた[13]。
- 名前の由来は「人に信じられる優しい子になりなさい」。
- 2020年1月8日放送の『ヒルナンデス!』で健康診断ロケを行ったところ、肺年齢が「76歳」と診断された[14]。
- 2023年5月24日、フリーキャスターの山本萩子との結婚を発表した[15]。
- 2023年12月12日、24年3月末をもってお笑いコンビ「和牛」を解散することを所属事務所より発表した。

## 出演
※ 個人での出演のみを記載。コンビでの出演は「和牛#出演番組」を参照。

### テレビ番組

#### バラエティ番組
現在の出演番組
- 土曜はナニする!?（関西テレビ、2024年4月 - ）- 準レギュラー ※2020年から2024年3月まではコンビで準レギュラー。
- ラヴィット!（TBSテレビ、2022年8月9日 - ）- 不定期出演
- ミズタのレシピ!（南海放送、2024年4月7日 - ）[16]
- 水田信二の注文の多い料理教室（BSよしもと、2024年7月11日 - ）

過去の出演番組
- ネプリーグ (フジテレビ)
  - 2018年1月29日 THE EMPTY STAGEチーム
  - 2020年7月13日 コンビ芸人チーム
  - 2020年12月21日 売れっ子漫才師チーム
  - 2021年10月25日 売れっ子芸人チーム
- ロケみつ〜ロケ×ロケ×ロケ〜（毎日放送、2009年5月28日 - 2009年8月13日・2011年5月19日 - 2012年4月26日） - 「Catch & cook 自力海鮮丼ブログ旅 season 1」「7つの離島でCatch & cook 自力海鮮丼ブログ旅3D」

### ラジオ

#### 過去の出演番組
情報番組
- 内山絵里加のふくわうち番外編 みんなでずっと話してたい! （2021年11月7日・SBSラジオ）

### WEB番組
- ハイツW　水田信二の半休 〜WOWOWドラママニアの夜をのぞき見!?〜（Twitter（第1・2回） → YouTube「WOWOWofficial」（第3回- ）、2022年3月7日 - )

### テレビドラマ
- オカンは俺より野球が好き（愛媛朝日テレビ、2019年2月18日）
- 連続ドラマW シャイロックの子供たち（WOWOW、	2022年10月9日 - 11月6日） - 大城田正隆 役

### 映画
- 家族のはなし（2018年） - 坂本プロデューサー 役[17]

## 著書
- 水田の小言を熟読するほど一生ものの自炊力が身につくいちいちうるさい定番レシピ（2025年3月25日、ヨシモトブックス/ワニブックス） ISBN 978-4-84-707502-5